# Poetics Tour
Poetics Tour es la primera gira internacional de conciertos de la banda mexicana Panda en promoción de su quinto álbum de estudio Poetics, lanzado en 2009. La gira inició oficialmente en Ciudad Juárez el 10 de mayo de 2009.

## Lista de canciones
En esta gira Panda combinó canciones de todos sus éxitos.
- Acto I

1. Abigail (Poetics)
2. Cuando no es como debiera ser (Para ti con desprecio)
3. Solo a Terceros (Poetics)
4. 3+1 (Para ti con desprecio)
5. La estrategia perdida (Amantes sunt amentes)
6. Casi nula autoestima (Poetics)
7. Conversación casual (Poetics)
8. Cita en el Quirófano (Para ti con desprecio)
9. So violento, so macabro (Amantes sunt amentes)
10. Nuestra aflicción (Poetics)
11. Muñeca (La revancha del príncipe charro)
12. Martirio de otro (Poetics)
13. Narcisista por Excelencia (Amantes sunt amentes)
14. El cuello perfecto (Poetics)
15. Que tu cama sea mi hogar (Poetics)
16. Los malaventurados no lloran (Amantes sunt amentes)
17. ¡Soy un ganador! (Poetics)
18. Adheridos separados (Poetics)
19. Disculpa los Malos Pensamientos (Para ti con desprecio)
20. Amnistía (Poetics)

- Acto II

1. Popurrí para ti (Poetics)
2. No tienes oportunidad contra mi antipática imaginación (Para ti con desprecio)
3. Procedimientos para llegar a un común acuerdo (Amantes sunt amentes)
4. Tus palabras punzocortantes (Para ti con desprecio)
5. Ya no Jalaba (La revancha del príncipe charro)
6. Nunca nadie nos podrá parar (gracias)

## Fechas de la gira
| Fecha                   | Ciudad                     | País           | Lugar                                | Concepto          |               |               |               |
| Latinoamérica           | Latinoamérica              | Latinoamérica  | Latinoamérica                        | Latinoamérica     | Latinoamérica | Latinoamérica | Latinoamérica |
| ----------------------- | -------------------------- | -------------- | ------------------------------------ | ----------------- | ------------- | ------------- | ------------- |
| 10 de mayo de 2009      | Ciudad Juárez              | México         | Centro de Convenciones "Juárez"      | Poetics Tour      |               |               |               |
| 16 de mayo de 2009      | Saltillo                   | México         | Teatro del Pueblo                    | Poetics Tour      |               |               |               |
| 17 de mayo de 2009      | Delicias                   | México         | Teatro del Pueblo                    | Poetics Tour      |               |               |               |
| 21 de mayo de 2009      | Chihuahua                  | México         | Plaza de Toros "La Esperanza"        | Poetics Tour      |               |               |               |
| 23 de mayo de 2009      | Monclova                   | México         | Terrenos de la Feria                 | Poetics Tour      |               |               |               |
| 25 de mayo de 2009      | Piedras Negras             | México         | Teatro al Aire Libre                 | Poetics Tour      |               |               |               |
| 27 de mayo de 2009      | Hermosillo                 | México         | Auditorio Hermosillo                 | Poetics Tour      |               |               |               |
| 30 de mayo de 2009      | Nogales                    | México         | Teatro del pueblo                    | Poetics Tour      |               |               |               |
| 31 de mayo de 2009      | Ciudad Victoria            | México         | Terrenos de la Feria                 | Poetics Tour      |               |               |               |
| 6 de junio de 2009      | La Paz                     | México         | Hotel "Suite Plaza Azul"             | Poetics Tour      |               |               |               |
| 7 de junio de 2009      | Los Cabos                  | México         | Estacionamiento del Hotel Caribeño   | Poetics Tour      |               |               |               |
| 16 de junio de 2009     | Mazatlán                   | México         | Teatro del Pueblo                    | Poetics Tour      |               |               |               |
| 17 de junio de 2009     | Culiacán                   | México         | Foro Tecate                          | Poetics Tour      |               |               |               |
| 23 de junio de 2009     | San Luis Potosí            | México         | ------------                         | Poetics Tour      |               |               |               |
| 26 de junio de 2009     | Aguascalientes             | México         | Auditorio                            | Poetics Tour      |               |               |               |
| 30 de junio de 2009     | Morelia                    | México         | Palacio del Arte                     | Poetics Tour      |               |               |               |
| 19 de julio de 2009     | Tuxtla Gutiérrez           | México         | Teatro del Pueblo                    | Poetics Tour      |               |               |               |
| 20 de julio de 2009     | San Cristóbal de Las Casas | México         | Terrenos de la Feria                 | Poetics Tour      |               |               |               |
| 26 de julio de 2009     | Oaxaca                     | México         | Auditorio de la UABJO                | Poetics Tour      |               |               |               |
| 27 de julio de 2009     | Puerto Escondido           | México         | Teatro del Pueblo                    | Poetics Tour      |               |               |               |
| Norteamérica            |                            |                |                                      |                   |               |               |               |
| 19 de agosto de 2009    | San Francisco, California  | Estados Unidos | Fillmore Theatre                     | Poetics Tour      |               |               |               |
| 20 de agosto de 2009    | San Diego, California      | Estados Unidos | House of Blues                       | Poetics Tour      |               |               |               |
| 22 de agosto de 2009    | Los Ángeles, California    | Estados Unidos | The Wiltern theatre                  | Poetics Tour      |               |               |               |
| 26 de agosto de 2009    | New York                   | Estados Unidos | The Fillmore                         | Poetics Tour      |               |               |               |
| 27 de agosto de 2009    | Chicago                    | Estados Unidos | House of Blues                       | Poetics Tour      |               |               |               |
| 28 de agosto de 2009    | Houston, Texas             | Estados Unidos | House of Blues                       | Poetics Tour      |               |               |               |
| Latinoamérica           |                            |                |                                      |                   |               |               |               |
| 4 de septiembre de 2009 | La Paz                     | Bolivia        | Centro de Convenciones "La Paz"      | Poetics Tour      |               |               |               |
| 5 de septiembre de 2009 | Santa Cruz                 | Bolivia        | Teatro de la Ciudad                  | Poetics Tour      |               |               |               |
| 10 de octubre de 2009   | Arequipa                   | Perú           | Palacio de Bellas Artes              | Poetics Tour      |               |               |               |
| 11 de octubre de 2009   | Lima                       | Perú           | Centro de Convenciones Céntrica      | Poetics Tour      |               |               |               |
| 23 de octubre de 2009   | Chetumal                   | México         | Palenque Chetumal                    | Poetics Tour      |               |               |               |
| 24 de octubre de 2009   | Ciudad de México           | México         | Palacio de los Deportes              | Festival Exa 2009 |               |               |               |
| 30 de octubre de 2009   | Orizaba                    | México         | Palacio de los Deportes              | Poetics Tour      |               |               |               |
| 31 de octubre de 2009   | Córdoba                    | México         | Casino                               | Poetics Tour      |               |               |               |
| 1 de noviembre de 2009  | Acapulco                   | México         | Mundo Imperial Acapulco              | Poetics Tour      |               |               |               |
| 3 de noviembre de 2009  | Torreón                    | México         | Terrenos de la Feria                 | Poetics Tour      |               |               |               |
| 7 de noviembre de 2009  | Ciudad de México           | México         | Auditorio Nacional                   | Poetics Tour      |               |               |               |
| 8 de noviembre de 2009  | Ciudad de México           | México         | Auditorio Nacional                   | Poetics Tour      |               |               |               |
| 10 de noviembre de 2009 | Durango                    | México         | Metrópoli Music Hall                 | Poetics Tour      |               |               |               |
| 13 de noviembre de 2009 | Tampico                    | México         | Gimansio de la UAT                   | Poetics Tour      |               |               |               |
| 14 de noviembre de 2009 | León                       | México         | Expo Feria                           | Poetics Tour      |               |               |               |
| 15 de noviembre de 2009 | Guadalajara                | México         | Auditorio Telmex                     | Poetics Tour      |               |               |               |
| 17 de noviembre de 2009 | Zacatecas                  | México         | Auditorio de las Estrellas           | Poetics Tour      |               |               |               |
| 20 de noviembre de 2009 | Tijuana                    | México         | Plaza de Toros Calafia               | Poetics Tour      |               |               |               |
| 21 de noviembre de 2009 | Mexicali                   | México         | Plaza de Toros las Playas            | Poetics Tour      |               |               |               |
| 28 de noviembre de 2009 | Cancún                     | México         | Mundo Xcaret                         | Poetics Tour      |               |               |               |
| 29 de noviembre de 2009 | Mérida                     | México         | Centro de Convenciones "Siglo XXI"   | Poetics Tour      |               |               |               |
| 4 de diciembre de 2009  | Pachuca                    | México         | Polideportivo UAEH                   | Poetics Tour      |               |               |               |
| 6 de diciembre de 2009  | Monterrey                  | México         | Arena Monterrey                      | Poetics Tour      |               |               |               |
| 11 de diciembre de 2009 | Tuxtla Gutiérrez           | México         | Poliforum                            | Poetics Tour      |               |               |               |
|                         | Tapachula                  | México         | Feria del pueblo                     | Poetics Tour      |               |               |               |
| 12 de diciembre de 2009 | Villahermosa               | México         | Palenque Villahermosa                | Poetics Tour      |               |               |               |
| 22 de enero de 2010     | Guayaquil                  | Ecuador        | Centro de Convenciones Simón Bolívar | Poetics Tour      |               |               |               |
| 23 de enero de 2010     | Quito                      | Ecuador        | Plaza de Toros                       | Poetics Tour      |               |               |               |
| 5 de marzo de 2010      | Querétaro                  | México         | Auditorio Josefa Ortíz               | Poetics Tour      |               |               |               |
| 6 de marzo de 2010      | Toluca                     | México         | Salón Rojo                           | Poetics Tour      |               |               |               |
| 19 de marzo de 2010     | Aguascalientes             | México         | Lienzo de la Villa Charra            | Poetics Tour      |               |               |               |
| 1 de mayo de 2010       | Aguascalientes             | México         | Teatro del Pueblo                    | Poetics Tour      |               |               |               |
| 19 de marzo de 2011     | Ciudad de México           | México         | Six Flags México                     | Poetics Tour      |               |               |               |